# Marat Ganeyev
Marat Saidovich Ganeyev (em russo:  Марат Саидович Ганеев; nascido em 6 de dezembro de 1964) é um ex-ciclista soviético que ganhou a medalha de bronze para a União Soviética na prova de corrida por pontos nos Jogos Olímpicos de Seul 1988. Foi profissional de 1989 a 1998.